# Скотт Фицджеральд (певец)
Скотт Фицджеральд  (при рождении Уильям Макфейл; род. 28 апреля 1948) —  британский певец и актёр.  Он пережил международный музыкальный успех в чартах в 1970-х годах и  представлял Великобританию на конкурсе песни Евровидение 1988.
Фицджеральд родился в Глазго, Шотландия  и начал свою карьеру на лейбле GTO, выпустив синглы Judy Played The Jukebox в 1974 году, а заглавный трек к глэм-рок фильму Never Too Young To Rock вознёс его на вершину популярности.
В 1988 году с песней  Go, написанной Джули Форсайт,  Фицджеральд выступил на Евровидении, проходившем в Дублине. Скотт выступал под 4-м номером и занял второе место, лишь балл уступив представлявшей Швейцарию Селин Дион (136 против 137). Высший балл (12 очков) он получил от Турции, Бельгии и Италии. Песня достигла 52 места в UK Singles Chart в апреле того же года.
Он  женат на Шерин Фитцджеральд. У них  двоих детей: Нили  и Ки. Его сын  Ки Фитцджеральд —  известный музыкант и  член бойз-бэнда Busted .